# Татуйований
«Татуйований» (фр. Le Tatoué) — франко-італійська кінокомедія режисера Дені де ля Патеєра, що вийшов у 1968 році. Сценарій Паскаля Жардена, у головних ролях Жан Габен і Луї де Фюнес.

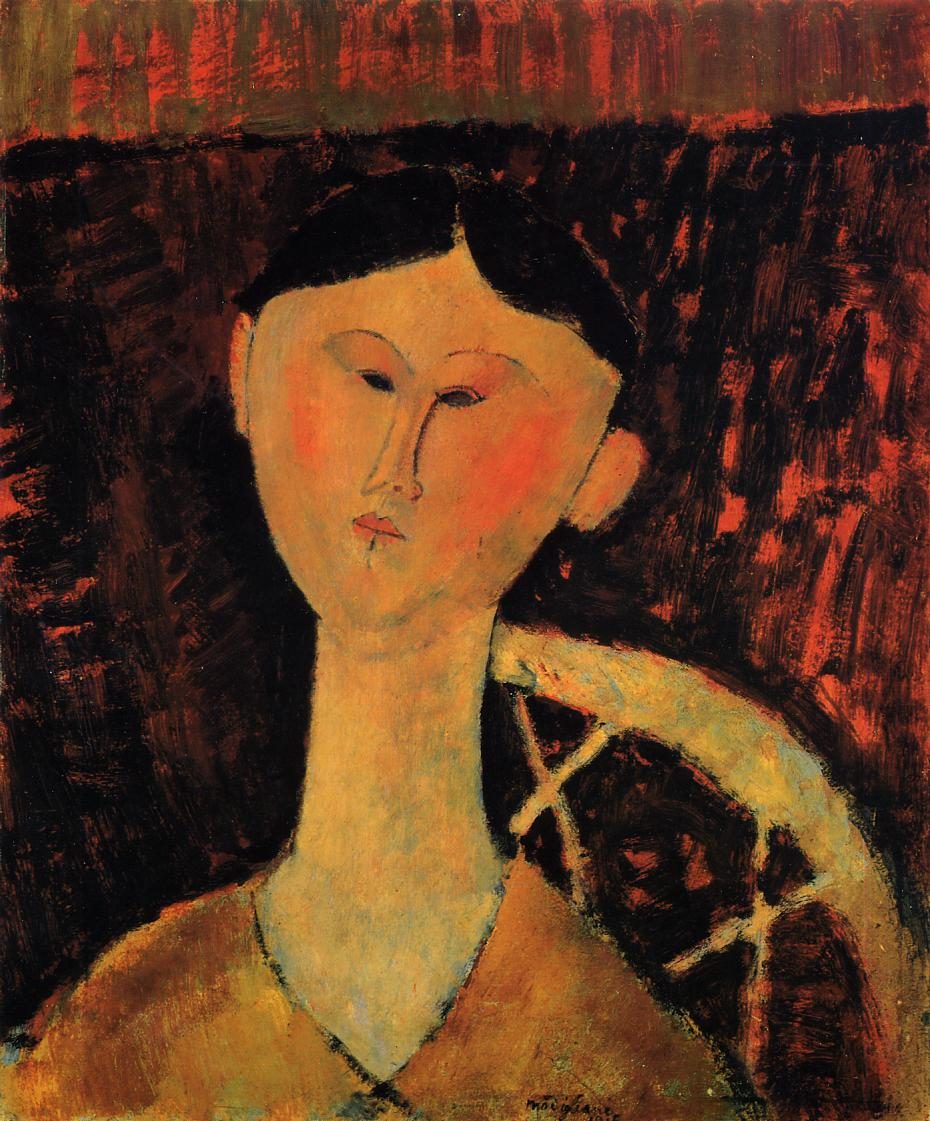
Портрет роботи Модільяні подібний до татуювання Леграна

## Сюжет
У студії художника, багатий парижанин торгівець картинами Фелісьєн Мезере (Луї де Фюнес) побачив унікальне татуювання, зроблене рукою самого Модільяні на спині старого воякá Леграна (Жан Габен). У нього виникає ідея продати двом багатим американцям за великі гроші клапоть шкіри з твором великого Модільяні, акуратно вирізаного зі спини легіонера. Щоб переконати Леграна продати свою шкіру, Мезере погоджується відремонтувати старий заміський будиночок Леграна, який вже давно потребує капітального ремонту. Отримавши від Мезере розписку, Легран пропонує, не гаючи часу, поїхати і оглянути будиночок. І тут на Мезере очікує удар: «будиночок» виявляється напівзруйнованим середньовічним замком, а його ексцентричний власник Легран — останнім представником старовинного графського роду де Монтіньяк. Виходу немає — Мезере зобов'язаний відреставрувати дворянське гніздо…

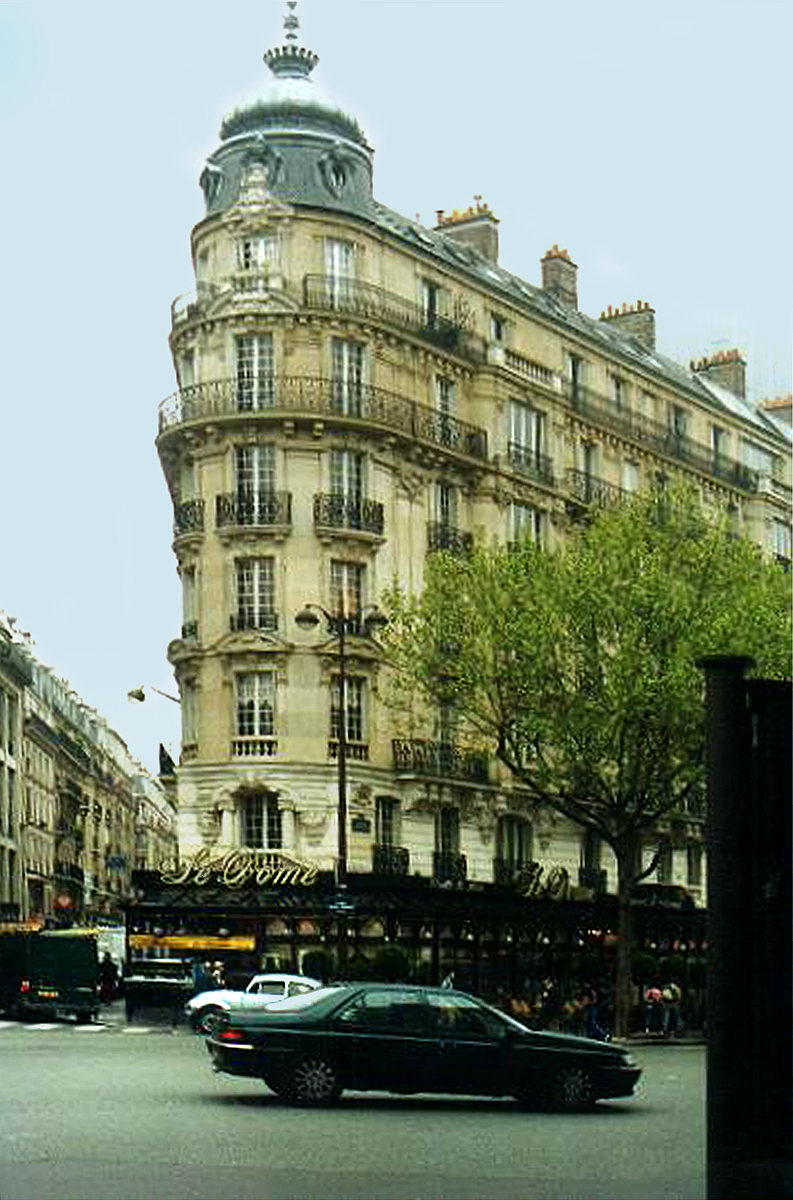
Кафе «De Dome», де Легранові зробили татуювання

## Ролі виконували

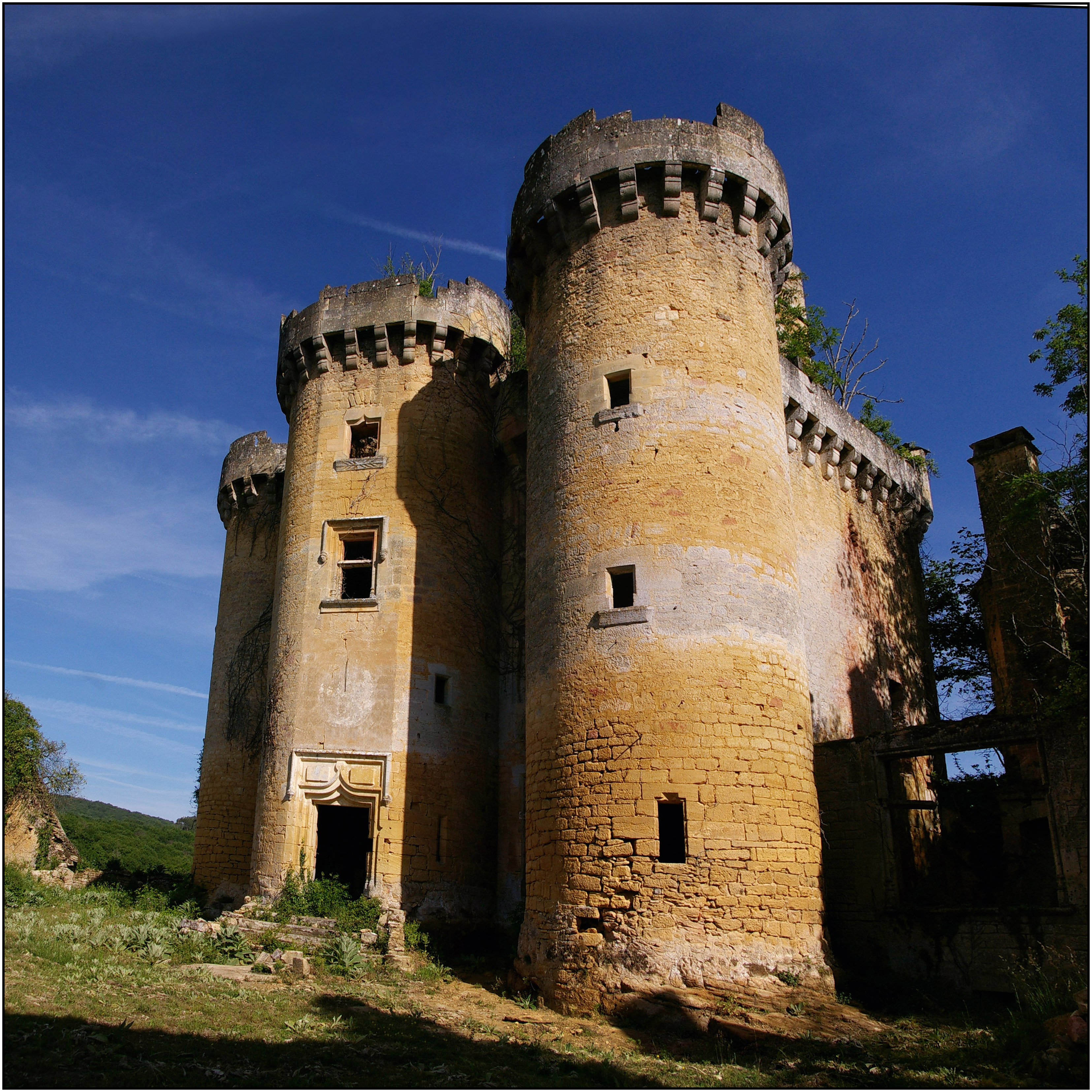
Замок «Палюель»

- Жан Габен — граф Енгранд, Луї Марі де Монтіньяк, псевдонім Легран (легіонер)
- Луї де Фюнес — Фелісьєн Мезере
- Поль Мерсе — Моріс Пелльо
- Джо Ворфілд — Ларсен
- Дональд фон Курц — Сміт
- Домінік Давре — Сюзанна Мезере
- П'єр Торнад — поліцейський
- Юбер Дешам — професор Мортемонт, дерматолог

## Навколо фільму
- У цьому фільмі Жан Габен і Луї де Фюнес грали разом у четвертий і останній раз: після фільмів «Наполеон» (1954), «Через Париж» (1956) та «Джентльмен з Епсома» (1962).
- На знімальному майданчику між де Фюнесом та Габеном часто виникали суперечки. Актори не відчували один до одного особливої симпатії. Де Фюнес уесь час звертався до Габена тільки «пане Габен». В той час як Габен вважав, що де Фюнес є незаслужено популярнішим ніж він.
- Автомобіль, що належить графові Монтіньяк є старої французької марки «Chenard & Walcker» з 1925 року.
- Замок, який виявився «будиночком» графа Монтіньяка, розміщений у регіоні Аквітанія на південному заході Франції, у селі Сен-Венсан-ле-Палюель. [1]
- На основі анкетування (3 211 778 даних) у Франції фільм зайняв восьме місце в прокаті 1968 року.